# 復國新村
復國新村，是台灣嘉義市東區的一個眷村。復國新村原先為日本軍官官舍，範圍包括公明路、民國路、中正路、光彩街等。陸軍眷村範圍較空軍眷村範圍大，青年軍206師高級軍官多住此地。隔民國路是空軍眷村。